# Hohe Achsel
Hohe Achsel är ett berg i Österrike.   Det ligger i distriktet Lienz och förbundslandet Tyrolen, i den centrala delen av landet, 300 km väster om huvudstaden Wien. Toppen på Hohe Achsel är 2 806 meter över havet.
Terrängen runt Hohe Achsel är huvudsakligen mycket bergig. Runt Hohe Achsel är det ganska glesbefolkat, med 26 invånare per kvadratkilometer.. Närmaste större samhälle är Matrei in Osttirol, 10,6 km sydost om Hohe Achsel. 
Trakten runt Hohe Achsel består i huvudsak av gräsmarker.